# Fürstentum Rügen

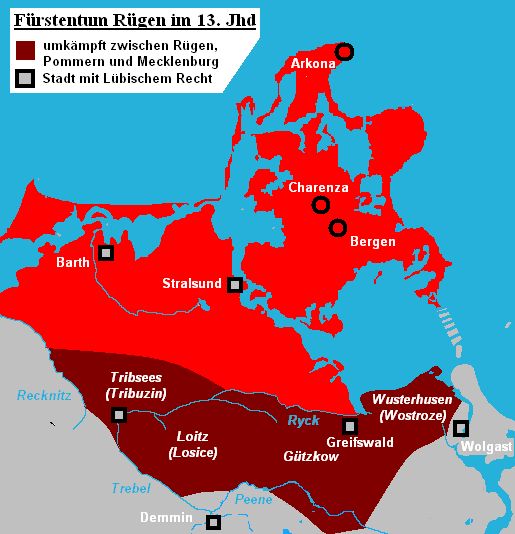
Das Fürstentum Rügen im 13. Jahrhundert

Das Fürstentum Rügen existierte zwischen 1168 und 1325. Während dieses Zeitraumes war das Fürstentum ein dänisches Lehen. Es umfasste neben der Insel Rügen das südwestlich davon gelegene Festland bis zur Recknitz. Die südliche Grenze bildeten Trebel und Ryck. In den Zeiten seiner größten Ausdehnung erstreckte es sich bis zur Peene. Diesem Gebiet entsprach etwa Schwedisch-Vorpommern in der Zeit von 1720 bis 1818. Das Kerngebiet des hochmittelalterlichen Fürstentums entspricht in etwa dem 2011 formierten Landkreis Vorpommern-Rügen.

## Geschichte
Das rügische Territorium war seit dem 6. Jahrhundert durch den slawischen Stamm der Ranen besiedelt. In schriftlichen Quellen wurden sie seit dem 10. Jahrhundert detaillierter beschrieben. Helmold von Bosau berichtet, dass die Ranen von einem König regiert wurden, der aber im Ansehen unter den Priestern stand. Im Jahre 1066 wurde ein Stammesfürst namens Kruto oder Krito genannt, ein Grines oder Grimmus wurde vor 1100 erwähnt. Zusammen mit einem Ratislaus/Ratislaw/Ratze (1138 genannt) sollen sie angeblich aus dem Geschlecht eines Witzlaw oder Wizlaw (um 955 erwähnt) stammen.
Um 1111 endete ein Kriegszug der Ranen gegen die Nakoniden mit einer schweren Niederlage. 1114 war ein rügischer Fürst zur Tributzahlung und Geiselstellung gezwungen, nachdem Lothar von Supplinburg einen Verbündeten der Ranen, den Wendenfürsten Dumar unterworfen hatte. Der Abodritenfürst Heinrich, dessen Sohn von den Ranen erschlagen worden war, unternahm im Winter 1123/24 einen Feldzug über die vereisten Boddengewässer auf die Insel Rügen und zwang die Ranen zu einer hohen Zahlung. Als der vereinbarte Betrag nicht vollständig gezahlt wurde, unternahm Heinrich im folgenden Winter gemeinsam mit Lothar von Supplinburg einen erneuten Kriegszug. Tauwetter zwang sie jedoch zum vorzeitigen Rückzug.
1136 eroberte der dänische König Erik II. Emune die Tempelburg am Kap Arkona. Die von den unterworfenen Ranen zugesicherte Übernahme des Christentums wurde jedoch nach Abzug der Dänen nicht durchgeführt. In der Zeit zwischen 1159 und 1166 mussten die Ranen abwechselnd die Oberhoheit der Dänen und Sachsen anerkennen, die verschiedene Kriegszüge an die Ostseeküste unternahmen. 1163 unterwarf Heinrich der Löwe die den Ranen benachbarten Stämme der Kessiner und Zirzipanen und wahrscheinlich auch die Insel Rügen, denn bei der Domweihe 1163 in Lübeck erschien eine ranische Gesandtschaft. Außerdem wurden Geiseln gestellt.
1168 mussten die rügischen Fürsten nach der Eroberung der Burg- und Tempelanlagen bei Arkona und Charenza durch Waldemar I. von Dänemark endgültig die dänische Lehenshoheit anerkennen. Neben der Herausgabe des Tempelschatzes an die Dänen und der Übergabe der im Besitz des Tempels befindlichen Ländereien an die christliche Kirche wurden die rügischen Fürsten zur Heeresfolge im Kriegsfall, zur jährlichen Abgabenzahlung, Stellung von Geiseln und zur Annahme des Christentums verpflichtet. Der von Saxo Grammaticus ab 1164 als König bezeichnete Tezlaw († 1170) wurde von nun an Fürst von Rügen genannt.

### Jaromar I.
Sein Bruder und Nachfolger Fürst Jaromar I. († 1218) akzeptierte die dänische Oberhoheit und förderte die Annahme des Christentums. Bereits 1169 unterstellte der Papst die Insel Rügen dem Bistum Roskilde. Dem Bistum Schwerin, im Machtbereich Heinrich des Löwen und durch den Bischof Berno am Rügenfeldzug beteiligt, wurde 1178 die Zuständigkeit für den Festlandsbereich des Fürstentums bis zum Ryck zugeteilt. Schenkungen von Ländereien aus den Gegenden um Pütte und Barth an das 1172 von dänischen Mönchen gegründete Kloster Dargun durch den pommerschen Fürsten Kasimir I. zeigen, dass der Herrschaftsbereich der Pommern zu dieser Zeit weit ins rügische Festlandsgebiet über die Gegend am Borgwallsee bis Barth reichte.
1177 unterstützten rügische Truppen die Kriegszüge der Dänen nach Wollin, Usedom und Gützkow, 1178 auch nach Wusterhusen und Wolgast. Jaromar I. residierte ab 1180 auf dem Rugard bei Bergen. Als der Dänenkönig Knut VI. sich 1182 weigerte, dem Kaiser Friedrich Barbarossa die Lehnshuldigung zu leisten, soll der Pommernherzog Bogislaw I. beabsichtigt haben, Knut VI. dazu zu zwingen. Dazu wollte er zuerst Rügen erobern. Jedoch wurde 1184 die pommersche Flotte im Greifswalder Bodden durch die dänisch-rügische Flotte geschlagen. Daraufhin brandschatzten die Dänen die Gebiete um Wolgast, Usedom und Wollin. Im folgenden Jahr verheerten sie erneut die Landschaften an der Peenemündung und bei Cammin und zerstörten die Burg Groswin bei Stolpe.
Schließlich sah sich Bogislaw I. gezwungen, sich der dänischen Lehenshoheit zu unterwerfen. Zwei Jahre nachdem Bogislaw I. 1187 gestorben war, bestimmte der Dänenkönig den Rügenfürsten Jaromar I. zum Vormund über die unmündigen Söhne Bogislaws. Jaromar I. konnte bei dieser Gelegenheit seinen Herrschaftsbereich bedeutend ausweiten, wie Schenkungen an das 1193 gegründete Kloster Bergen auf Rügen zeigen, die Ländereien sowohl aus den Gegenden um Barth und Tribsees, als auch um Gützkow und Ziethen beinhalteten. Knut VI. sprach im Grenzstreit zwischen der Witwe Bogislaws I. und Jaromar I. die Länder Miserez (bei Jarmen) und Loitz der in rügischer Hand befindlich Burg Gützkow zu. Tribsees und Wusterhusen erhielt Jaromar als Lehen. Bei der Gründung des Klosters Hilda an der Ryckmündung 1199 stiftete Jaromar I. großzügig Ländereien aus Gegenden beiderseits des Rycks. Die mündig gewordenen Söhne Bogislaws I. bestätigten diese Schenkungen 1216 und 1219, nachdem sie wieder in den Besitz Gützkows gekommen waren. Bis 1240 bildete sich schließlich der Ryck als Grenze zwischen dem Fürstentum Rügen und dem Herzogtum Pommern heraus.

### Wizlaw I.
Nach Jaromars I. Tod 1218 wurde sein Sohn Barnuta sein Nachfolger. Dieser trat jedoch bereits 1221 zurück und überließ die Herrschaft seinem Bruder Wizlaw I., der bereits 1219 an einem Kriegszug Waldemars II. gegen Estland teilgenommen hatte. Als Waldemar II. nach der Niederlage in der Schlacht bei Bornhöved die Herrschaft über die dänischen Besitzungen an der südlichen Ostseeküste verlor, blieb nur das Fürstentum Rügen weiterhin unter dänischer Lehenshoheit.
Durch das Kloster Eldena wurden nördlich des Rycks die ersten neuen Siedlungen angelegt. Auch in der Gegend um Tribsees wurden um 1221 bereits die ersten deutschen Siedler ansässig. In den nächsten Jahren kamen diese auch in das Gebiet um Richtenberg. Wizlaw I. förderte diese Entwicklung, in dem er niederrheinischen Zisterziensermönchen 1231 ermöglichte, in dieser Gegend das Kloster Neuenkamp zu gründen. Die Folge war ein verstärkter Zustrom von deutschen Siedlern in das dem Kloster mit dem Auftrag der Rodung und Urbarmachung gestiftete 300 Hufen große Waldgebiet im südlichen Teil des rügischen Festlandsgebietes. Zwei Nebenlinien des Fürstenhauses, die Herren von Gristow und die Familie von Putbus förderten in ihren Ländereien bei Reinberg und Brandshagen ebenfalls die Besiedlung durch Deutsche. In diese Zeit fällt auch die Verleihung des Stadtrechts 1234 an den Ort Stralsund, der sich zu einem bedeutenden wirtschaftlichen Zentrum entwickelte. Bei Loitz versuchte Detlef von Gadebusch, der bei einem Vorstoß der Mecklenburger gegen die Pommern ins Land gekommen war, eine Unterherrschaft ähnlich der Jaczos von Salzwedel mit der Grafschaft Gützkow in Pommern zu etablieren. Wahrscheinlich ab 1244 unterstand er ebenfalls dem Herzogtum Pommern. Auf der Insel Rügen kam es zu dieser Zeit noch zu keiner nennenswerten deutschen Besiedlung.

### Jaromar II.
Jaromar II. wurde ab 1246 Mitregent seines Vaters Wizlaw I., der 1250 starb. Er bemühte sich in seinen ersten Regierungsjahren um friedliche Beziehungen zu seinen pommerschen Nachbarn, insbesondere den Gützkower Grafen. Er förderte den Handel insbesondere mit Lübeck und schaffte das Strandrecht ab. Die Zerstörung Stralsunds 1249 durch eine von den Lübecker beauftragte Streitmacht führte zu einem vierjährigen Kaperkrieg gegen lübische Schiffe, bis die Lübecker schließlich in die Zahlung einer Entschädigung einlenkten.
Der Besitz der Klöster wurde unter Jaromar II. erheblich erweitert. Er verkaufte 1252 dem Kloster Eldena das heute Mönchgut genannte Land Reddevitz auf Rügen und förderte die Neugründung städtischer Klöster in Stralsund. Er verlieh Barth 1255 und Damgarten 1258 das lübische Stadtrecht.
1259 griff er in den Streit des dänischen Königs Christoph I. mit den Erzbischöfen von Lund ein und landete mit einem rügischen Heer auf Seeland. Er eroberte Kopenhagen, schlug ein von der Königinwitwe Margarete Sambiria aufgestelltes Bauernheer vernichtend und verwüstete weite Teile Seelands, Schonens und Lollands. 1260 landete er auf Bornholm und zerstörte dort die Festung Lilleborg. Im gleichen Jahr fand er den Tod durch eine Frau, die ihn aus Rache erstach.

### Wizlaw II.
Wizlaw II., der nach dem gewaltsamen Tod seines Vaters im Alter von ungefähr 20 Jahren an die Regierung kam, suchte durch Erneuerung der Handelsverträge die Beziehungen zu Lübeck und Stralsund zu verbessern. Auf Drängen der Stralsunder ließ er die in unmittelbarer Nähe Stralsunds gegründete Stadt Schadegard 1269 niederlegen. Durch Ansprüche seiner Mutter kam er 1270 in den Pfandbesitz des Landes Schlawe und gründete dort die Stadt Rügenwalde. Bereits 1277 verkaufte er Land und Stadt an die Markgrafen von Brandenburg. Nach dem Aussterben der Nachkommen Detlefs von Gadebusch gelangte er ab 1273 in den Besitz des Landes Loitz.
Im Jahre 1283 verbündete er sich mit mehreren norddeutschen Städten und weiteren Fürsten im Rostocker Landfrieden. Die 1283 erfolgte Belehnung Wizlaws II. durch den deutschen König Rudolf bezog sich wahrscheinlich nur auf den festländischen Teil. Die regelmäßige Teilnahme Wizlaw II. an dänischen Hoftagen und Beurkundungen sprechen für den Fortbestand des dänisch-rügischen Lehensverhältnisses.
Grimmen erhielt 1285 von ihm das Stadtrecht. Das Kloster Neuenkamp gründete 1296 ein Tochterkloster auf Hiddensee. Mit der Vergabe des Handelsmonopols auf der Insel Rügen sowie des bisher den Lübeckern vorbehaltenen Rechts zum Heringsfang bei Wittow förderte er Stralsund, behinderte aber gleichzeitig die allgemeine Entwicklung von Handel und Gewerbe.

### Wizlaw III. und Sambor III.
Nachdem Wizlaw II. bei einem Besuch in Norwegen verstorben war, wurden seine Söhne Wizlaw III. und Sambor III. 1302 gemeinsam Fürsten von Rügen. Sambor verstarb jedoch 1304. Wizlaw III. hatte auf Betreiben der Verwandten seiner Mutter eine höfisch-ritterliche Erziehung erhalten und gilt als Minnesänger. Da seine erste Ehe kinderlos geblieben war, schloss sein Lehnsherr, der Dänenkönig Erik Menved 1310 mit Wizlaw III. einen Erbvertrag, wobei auch die Nebenlinien des Fürstenhauses Putbus und Gristow zugunsten der dänischen Krone auf eine mögliche Nachfolge verzichteten.
Erik Menved suchte im südlichen Ostseeraum seine Vorherrschaft gegenüber den aufstrebenden Handelsstädten durchzusetzen. Als Vasall Erik Menveds versuchte Wizlaw III. die Privilegien und das Lübische Recht Stralsunds einzuschränken. Das Scheitern der Verhandlungen führte schließlich 1316 zur Belagerung von Stralsund durch ein Heer unter der Führung des Herzogs Erich I. von Sachsen-Lauenburg. Ein nächtlicher Ausfall der Stralsunder endete mit einem Sieg über das Belagerungsheer. Der Herzog wurde gefangen genommen. Wizlaw III., der an der seeseitigen Belagerung der Stadt teilgenommen hatte, musste fliehen. 1317 kam es zum Friedensschluss zwischen der Stadt und ihrem Landesfürsten. Wizlaw III., dessen finanzielle Lage sich durch die Kriegshandlungen verschlechtert hatte, vergab zahlreiche Privilegien an Stralsund, verpfändete die fürstlichen Zölle und die Gerichtsbarkeit und verkaufte der Stadt seine Münze.

### Übergang an Pommern
Mit dem Tod Erik Menveds 1319 wurde der Erbvertrag hinfällig. Daher schloss Wizlaw III. 1321 einen Erbverbrüderungsvertrag mit Wartislaw IV. von Pommern-Wolgast, seinem Neffen sowie den Herzögen Otto I. und Barnim III. von Pommern-Stettin. Als Wizlaw III. 1325 wenige Monate nach seinem einzigen Sohn Jaromar starb, war das rügische Fürstenhaus in seiner Hauptlinie erloschen. Wartislaw IV. hatte sich bereits 1315 vom Bruder Erik Menveds, dem späteren dänischen König Christoph II., die Übertragung des rügischen Lehens zusagen lassen. Thronstreitigkeiten in Dänemark und der plötzliche Tod Wartislaws im August 1326 führten zu Ansprüchen Mecklenburgs unter Heinrich II. auf das Fürstentum, die schließlich im Rügischen Erbfolgekrieg gipfelten. Nach zwei Kriegen kamen die letzten Teile des Fürstentums 1355 endgültig an das Herzogtum Pommern.
Das Gebiet des Fürstentums gehörte bis 1365 einheitlich zum Herzogtum Pommern-Wolgast. Bei einer Erbteilung zwischen 1365 und 1372 wurde aus dem Festlandsbereich das Herzogtum Pommern-Barth gebildet. Die Insel Rügen blieb bis 1440 Bestandteil von Pommern-Wolgast, gehörte dann ebenfalls zum Barther Teilherzogtum, bis 1478 ganz Pommern nach dem Aussterben der Barther Linie unter Bogislaw X. vereint wurde.

## Wappen

Wappen von Rügen: wachsender Löwe über Stufengiebel

Das Wappen des Fürstentums Rügen zeigt einen aufsteigenden zweischwänzigen schwarzen Löwen über einem Staffelgiebel. Es entspricht im Wesentlichen dem Wappen des ehemaligen Landkreises Rügen. Im neunfeldigen pommerschen Wappen befindet es sich im mittleren Feld. Der rügische Löwe ist noch in den Wappen der Städte und Gemeinden Bergen auf Rügen, Binz und Prohn zu finden.

## Liste der Fürsten

### Ranen
- 1105–1141 Ratislaus
- 1168–1170 Tezlaw
- 1170–1218 Jaromar I.
- 1218–1221 Barnuta
- 24. November 1221–1249 Wizlaw I.
- 1249–1260 Jaromar II.
- 1260–1302 Wizlaw II.
- 1303–1325 Wizlaw III.

### Pommersche Herzöge (Greifen)
- 1325–1326 Wartislaw IV.
- 1326–1368 Bogislaw V., Wartislaw V. und Barnim IV.
- 1368–1372 Wartislaw VI. und Bogislaw VI.
- 1372–1394 Wartislaw VI.
- 1394–1415 Wartislaw VIII.
- 1415–1432/6 Swantibor II.
- 1432/6–1451 Barnim VIII.
- 1451–1457 Wartislaw IX.
- 1457–1478 Wartislaw X.